# Senna mollissima
Senna mollissima är en ärtväxtart som först beskrevs av Carl Ludwig von Willdenow, och fick sitt nu gällande namn av Howard Samuel Irwin och Rupert Charles Barneby. Senna mollissima ingår i släktet sennor, och familjen ärtväxter.

## Underarter
Arten delas in i följande underarter:
- S. m. glabrata
- S. m. mollissima